# 体育座り

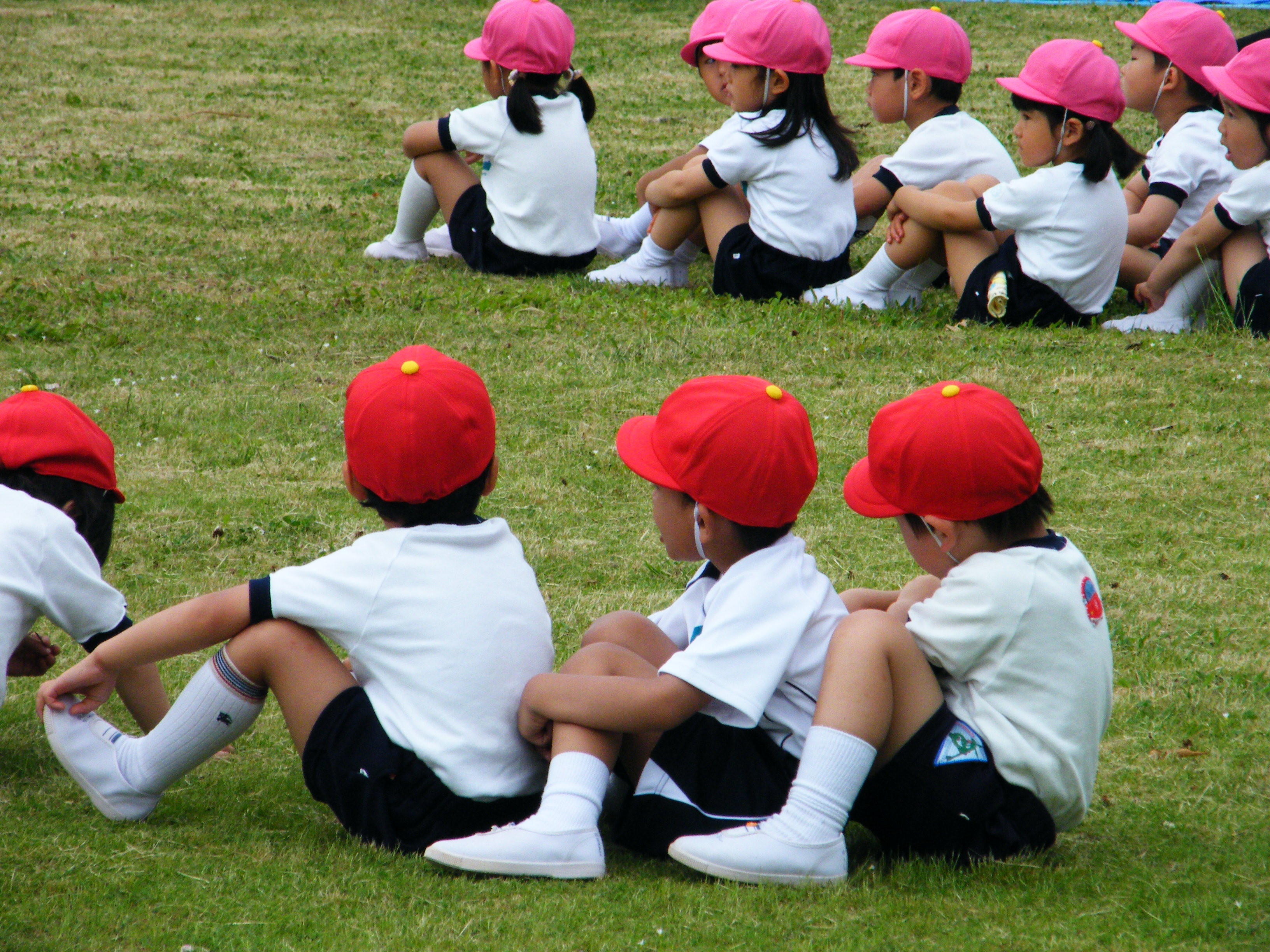
運動会の合間に体育座りをしている幼稚園児達。

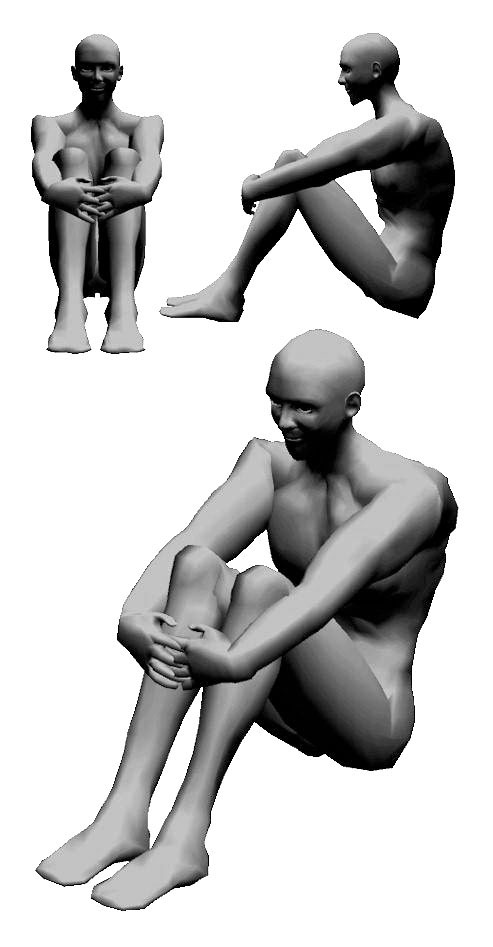
体育座り

体育座り（たいいくずわり）は、尻を地や床などに着けて膝を立てて揃え両脚を両腕で抱える姿勢の坐法。日本の就学前教育や義務教育における体育の授業で実施される。
地域によって体操座り（たいそうすわり、たいそうずわり、おやますわり）や三角座り（さんかくすわり、さんかくずわり）などの呼称もある。体育館で座るという意味で体育館座りという場合もある。

## 概要
体育座りは両膝をそろえて曲げた状態にして膝頭を手で抱え込むようにする座位姿勢である。足を交差させることもある。また、地面の状態が悪い場合には右足を一足長後ろに引いて踵の上に体重をかけるような姿勢をとることもある。
体育座りが集団行動で一般的に用いられているのは日本の教育現場のみといわれており特殊な座位法とされている。文部科学省の「体育（保健体育）における集団行動の手引き」に体育座りの方法と図が掲載されている。ここでは、集団行動様式の一つとして、「姿勢」の項目の中で、「腰をおろして休む姿勢」としてしめされている。体育座りはしゃがむ姿勢より前後方向の安定性が高く、下り斜面でも安定して座れる姿勢である。実際、すべり台を滑る姿勢の一つは、体育座りから腕を解いた姿である。左右のバランスは、膝や足を若干離すことによって安定する。
体育の集団行動において「着席」とそれに類する「腰を下ろして休め」や「腰を下ろしましょう」、「座ってください」などの号令で体育座りの姿勢を作る。解除の号令は「起立」とそれに類する「立ちましょう」や「立ってください」などである。
この坐法は日本語で一般に「体育座り」と呼ばれることが多く、次いで「体操座り」が多い。更に方言や局地的なレベルでは各地にさまざまな呼び方があり、この坐法のときに脚部がとる形に着目して、関西地方には「三角座り（さんかくすわり、さんかくずわり）」と呼ぶ地域もある。また、「お山座り」と称することもある。
体育館で座るという意味で「体育館座り」という呼び方もある。この場合で使われる学校などはグラウンドなど地面では本稿で示す座り方は行われないことが多い。
体育座りは姿勢の自由度が低く、椅座位よりも腰痛リスクが高まりやすい可能性が指摘されている。体育座りは腰への負担や座骨への刺激が生じる姿勢であり負担が大きいと指摘されている。そのため体育座りを廃止するよう求める意見もあり、自治体によっては過度な苦痛を強いない座り方を指導しているところもある。

## 歴史
日本の学校教育で体育座りが行われるようになった起源はよくわかっていない。1965年（昭和40年）に文部省（現・文部科学省）から学習指導要領を補足する『集団行動指導の手引き』で取り上げられたことで全国の学校に浸透したといわれている。『集団行動指導の手引き』では体育座りは「腰をおろして休む姿勢」と解説されている。
起源について明確な記録は無いものの、児童や生徒には長く起立させたままでは貧血を起こす者がいることから、学校の集会などで長時間起立を維持できない者に腰を下ろさせたことに体育座りは始まるとされる。名前自体の起源も不明であるが、体育の授業で座るから、体育館で座るからというものが考えられる。しかし、体育座りは体育の授業や体育館以外でも用いられる。
体育座りが学校教育で定着した背景には、朝礼等の集会における起立性低血圧（俗にいう貧血）による転倒防止のほか、安定して地面に座ることができる姿勢であること、場所を取らず狭いスペースに多人数が座ることができること、両手を組んで座るため手遊びが無くなることなどの理由があるとされている。

## 批判
体育座りは子供の身体に負荷がかかるということから、教員や専門家からも子供の身体に負担の少ない座り方を導入すべきという声が出ており、膝を抱え込む座り方は内臓が圧迫され腰への負担や座骨への刺激もあり、長時間座らなくてはならない場合は負担の多い姿勢のひとつであると指摘されている。
文部科学省の集団行動の手引きでは「集団行動の様式だけを取り上げて形式的に指導したり、必要のない場面で画一的な行動様式を強要することは決して望ましいものではない」という留意事項が明記されている。また、文部科学省は「体育の授業などでの座り方として、体育座りが絶対ではない」としている。
腰痛などの問題があることから、そのことから規則や決まりが無いにもかかわらず生徒に体育座りを強制する行為自体に批判の声がある。